# 1・2・3と4・5・ロク
『1・2・3と4・5・ロク』（いち・に・さんとし・ご・ロク）は、ちばてつやによる日本の漫画作品。「少女クラブ」（講談社）にて、1962年1月から12月まで連載された。また、1972年と、1988年から1990年にかけてドラマ化された。

## 概要
北白川一家が織り成す騒動や生活、愛犬ロクとの日常を描いたファミリー向けホーム・コメディー。母親を亡くした5人兄弟の子供達が、明るく前向きに過ごす姿を描いている。1962年、第3回講談社児童まんが賞受賞。

## 内容
北白川家にはお父さんの雄介は刑事。長女の一枝、長男の二郎、次女の三枝、次男の四郎、末っ子のいつ子の子供達は明るく、伸び伸びと元気に育っていた。そしてロクという犬が家族の一員になる。

## 登場人物
北白川雄介
北白川家の大黒柱であり子供達の父親。職業柄刑事というのもあり正義感も強い。
長女・一枝
高校生で、しっかり者の長女で弟妹たちの母親代わりでもある。一方で三枝の担任の長島先生を好きになる。
長男・次郎
中学生。高校受験を控えている。
次女・三枝
小学生。母親が居ない寂しさを普段は隠しているが、内心は甘えたい気持ちがあり。
次男・四郎　
小学生。やんちゃだが、内心は母親が恋しく時々寂しくなる。
三女・五子　
末っ子で甘えん坊。北白川家全員のアイドルでもある。
ロク（犬）
北白川家にやってきた大型犬。いじめられていたところを助けられ、家族の一員になる。
長島先生
小学校の先生であり、三枝の担任の教諭。憧れの先生でもあるが、のちに一枝と恋仲になる。
和尚さん
お寺の住職であり、犬を飼えなかった北白川家のためにロクを預かっていた。北白川家とは家族ぐるみで親交あり。

## ドラマ

### TBS版
1972年4月6日から9月28日 まで、TBS系列にて木曜日19時00分 - 19時30分に放送された。 全放送回数26回。
開始当初は桃屋の一社提供（途中から桃屋含む複数社提供）のため、桃屋のCMでお馴染みの三木のり平がロクの声（モノローグ）を担当した。松森健は同作のリメイクである88年からの阪急ドラマ版でも演出を担当。
なお放送中は、「週刊少女フレンド」「テレビマガジン」「たのしい幼稚園」の3誌（以上講談社）にコミカライズ版が掲載された。

#### スタッフ（TBS版）
- プロデューサー：野口光一
- 監督：松森健、金谷稔
- 助監督：六鹿英雄
- 脚本：上條逸雄、加瀬高之、桜井康裕
- 撮影：安本英
- 録音：宮入勝
- 編集：平木康雄
- 美術：小汲明
- ユニットマネージャー：梶山伏祐
- 音楽：広瀬健次郎
- 整音：豊田博
- 現像：東京現像所
- 衣装：京都衣装
- タイトルバック（アニメーション）：安井悦朗
- 制作担当者：大曲暎一、船津英恒
- 制作協力：国際放映
- 制作：東宝、TBS

#### 主題歌（TBS版）
- オープニング『1・2・3と4・5・ロク』
- エンディング『人間は神様じゃない』
  - 以上、作詞：丘灯至夫／作曲・編曲：広瀬健次郎／歌：小野木久美子、コロムビアゆりかご会（日本コロムビア）

#### キャスト（TBS版）
- 玉川一枝（長女） - 梅田智子
- 玉川次郎（長男） - 広瀬公彦
- 玉川三枝（次女） - 石川えり子
- 玉川四郎（次男） - 土屋信之
- 玉川五子（三女） - 鈴木麻紀
- 白川正幸（父親・北白川雄介） - 山内明
- 玉川雪江（母親） - 草笛光子
- 長島先生 - 沖雅也
- 信念和尚 - 藤木悠
- 浅川先生、荒木千代 - 天地総子
- ロク - ポコ・オザワ（声:三木のり平）

#### サブタイトル（TBS版）
1. ロクが現れた
2. 二人の秘密
3. 心に太陽を
4. ガンバレ、シスターママ!
5. 仲良し広場の決闘!
6. 明日、天気になあれ!
7. ハッピー・バースデー
8. ロクのガールフレンド
9. 姉ちゃんをガードしろ!
10. ああ、父親参観日
11. 宝ものをさがせ
12. 学芸会、たたいま準備中
13. おとぎ話だよ、全員集合!
14. レッツゴー、ハワイ!
15. 通知表なんてこわくない
16. 働くことってすばらしい
17. ずっこけキャンプでごめんね
18. 海獣さんとにらめっこ
19. 宿題ってむずかしい
20. 6＋1で大騒ぎ
21. 何かいいことないかしら
22. 誰かさんと誰かさんがウッシッシ
23. お母さんの声が聞こえる
24. 小さな友情のメロディー
25. お母さんの故郷
26. 幸せはスクラムくんで!

#### 放送局（TBS版）
- TBS：木曜 19:00 - 19:30
- 岩手放送：木曜 19:00 - 19:30[2]
- 山形テレビ：土曜 18:00 - 18:30[3]
- 東北放送：木曜 19:00 - 19:30[2]
- 福島テレビ：木曜 19:00 - 19:30[2]
- 富山テレビ：月曜 - 金曜 18:00 - 18:30（1974年9月9日まで放送）[4]

| TBS系 木曜19時台前半枠（当番組のみドラマ） | TBS系 木曜19時台前半枠（当番組のみドラマ） | TBS系 木曜19時台前半枠（当番組のみドラマ）                    |
| 前番組                                     | 番組名                                     | 次番組                                                        |
| ------------------------------------------ | ------------------------------------------ | ------------------------------------------------------------- |
| スカイヤーズ5 (カラー版) ※アニメ           | 1・2・3と4・5・ロク (1972年版)             | 真理ちゃんとデイト ※ここからバラエティ 「真理ちゃんシリーズ」 |

### 関西テレビ版
第1期は、1988年4月22日から1989年4月14日まで関西テレビ「阪急ドラマシリーズ」の枠で放送。松森健がTBS版に引き続き監督・演出を担当。原作は高度成長期に入った頃を描いているが、ドラマでは舞台を現代（昭和末期・バブル期）に設定している。原作の舞台は東京だが、本作は阪急電車がスポンサーであることや、制作局・制作会社が近畿地方にあることから、阪神間にて収録された。
第2期『新1・2・3と4・5・ロク』は、第1期の後番組として1989年4月21日から1990年3月30日まで放送。前作から2、3年後の北白川家を描く。今回は一枝の結婚までを描き、内容的には一枝の恋愛模様が多くなり、前作よりもラブコメの要素が強まっている。また、スタッフとキャストが大幅に変更となり、一枝と雄介は前作からの続投だが、他の兄弟たちはそれぞれ大きくなっている。

#### キャスト（関西テレビ版）
- 北白川雄介 - なべおさみ
- 北白川一枝 - 柴田時江
- 北白川二郎 - 河井康典（第1期）→小林浩之（第2期）
- 北白川三枝 - 一岡麻也（第1期）→小林由佳（第2期）
- 北白川四郎 - 安楽太一（第1期）→渡川栄二（第2期）
- 北白川いつ子 - 中島愛佳（第1期）→今崎美帆（第2期）
- 長島先生 - 岡野進一郎（第1期途中まで）→新田純一（第1期途中から）
- 和尚さん - 下元勉
- 大滝さん（第1期） - 殿山泰司
- 工藤正子（第1期） - 武原英子
- 後藤刑事（第1期） - 塩屋俊
- 諸澄京子（第2期） - 宮田圭子
- 吉川紀子（第2期） - 成知由梨

#### スタッフ（関西テレビ版）
- 監督：高野昭二
- プロデューサー：辻本晃一（第1期）→上沼真平（第2期、以上関西テレビ）、横手勝弘（第2期）、三浦紘（宝塚映像）
- 脚本：上條逸雄、山田剛、林千代、田代淳二、金谷祐子、土井陽子、薗部智代美（第1期）、布勢博一（第1期）、東多江子（第1期）、妻鹿年季子（第2期）
- 音楽：藤山節雄
- 撮影：久保久雄（第1期）→藤戸嘉文（第2期）
- 照明：竹山直行
- 美術：福田弘
- 録音：竹中直
- 編集：山口喜義（第1期）→山口雪路（第2期）
- 整音：松下薫（第1期）→湯浅重雄（第2期）
- 音効：湯浅重雄（第1期）→松下薫（第2期）
- 記録：岡崎洋子
- 計測：藤戸嘉文（第1期）→久保久雄（第2期）
- 製作主任：高山徳太
- 製作進行：大北晴四郎（第1期）→大北晴四朗（第2期）
- 演技事務：下田武応
- 助監督：加賀城英明（第1期）→平間厚（第2期）
- 衣裳デザイン：立亀長三
- メーク：堺かつら
- 現像：IMAGICA
- バトン指導：水野啓子（第2期）

#### 主題歌（関西テレビ版）
いずれも作詞は下園弘明 、作曲は藤山節雄。
心に愛を抱いて
星のダイアリー
木村恭子による第1期主題歌1,2。
しあわせプロローグ
成知由梨による第2期主題歌。

#### サブタイトル（関西テレビ版）
第1期
1. 大家族、引越す
2. ひょうたんからロク
3. いっちゃんの迷子札
4. 愛・ラブ・ユー!
5. 恐怖の父親参観日
6. 拾ってしまった一千万
7. 邪魔者は誰れだ
8. いつ子の見つけた貝殻
9. 小坊主はつらいよ
10. 下着どろぼう
11. ママがいた
12. 星と恋のかたつむり
13. トンだねずみ小僧
14. なくなトクちゃん
15. 先生のオ・ナ・ラ
16. 魚にかえられたロク
17. 夏の手袋
18. フー・アー・ユー?
19. お見合いパニック
20. 真夏の夢
21. 実のなる木
22. 噂の女子高生
23. 秋刀魚のケンコツ
24. 負け犬サクセス物語
25. 下駄をはくエイリアン
26. ロクの家出
27. とんだカップル2対2
28. とんだライバル3対4
29. 悪夢の一等賞
30. エイリアンが笑うとき
31. 三枝の大売出し
32. さみしい手品師
33. いっちゃん嫌だ!
34. いっちゃんの叛乱
35. 母からのメッセージ
36. トイレに入ったサンタ
37. 晴着が欲しい
38. 好きです!の火花
39. 三枝の120点!!
40. お父さんが撃たれた
41. ハーモニカの奇跡
42. うれしい発熱39度
43. 三枝の2階から目薬
44. だましだまされ狸算
45. ロクの家が燃えた
46. 不揃いのお雛さま
47. 蝸牛はハムレット
48. 角だせ槍だせ蝸牛
49. 別れは出会い
50. 三枝ちゃんが2人

第2期
1. またまた大家族引越す
2. 9時半のシンデレラ
3. アルプスの少女いつ子
4. いっちゃんのスクープ
5. お母さんとママ
6. 待ちぼうけ?
7. 居候の高イビキ
8. 5ぶんの1は5倍
9. ライバルの隠し玉
10. 意地と雨もりの見合い
11. （野球が雨天中止で放映時のタイトル不明）
12. 秘密を生んだ秘密
13. 曇りのち晴れ
14. 俊介警部の危機イッパツに天橋立は大騒動
15. お姉さん感激・クマさんがくれた1時間
16. 男同士だぞ!四郎と父の指きりげんまん
17. さよならなつみ!三枝が涙の友情バトン
18. さあ大変!イギリス娘は長島先生の恋人
19. 夏休みの宿題・便利な魔法の絵日記…
20. アンデスの夢かけて純君のお好み焼作戦
21. いつ子に妹!赤ちゃんはどこから…?
22. 涙・なみだ!いっちゃん愛のメッセージ
23. ぬれ落ち葉の休日、一人さみしい父さん
24. もしかしてお別れ?涙のアンデス壮行会
25. 引越しは嫌だ!父さん一人で行ってよ!
26. いつ子が家出!お姉ちゃんなんか大嫌い!
27. 退院延期!お父さんの弁当なんてイヤだ!
28. お姉ちゃんの退院・いっちゃん馬にのる
29. 転校生・新ライバルの出現に一枝ドキッ
30. 仲直りにカンパイ!七五三は荒れもよう
31. ロクが消えた!盲導犬修行はつらいよ
32. 遠くへ行きたい!いっちゃん危険な放浪
33. ヒーローの条件・気になる宅配便の正体
34. 愛と希望と…倒れた和尚・結婚はいつ?
35. もつれた毛糸・かあさん思い出セーター
36. 四郎の初恋・マドンナは誰のもの?
37. ひとりぼっち…いつ子がスリの仲間に?
38. 熊さんの内緒ばなし・一枝に赤ちゃん?
39. ウチのオヤジは世界一・死んだ父さんへ
40. 結婚しよう!熊さんからのプロポーズ
41. どっちにするの?長島先生か熊さんか
42. 父と娘のデート・私たち結婚します
43. 進学しません!二郎の心はゆれている
44. なくなった宝物。わたしの大切な思い出
45. もうすぐ春ですね、早くなった結婚式
46. 頑張れナナちゃん!消えそうな命の灯
47. やっと家族旅行・三枝に試練の主婦修行
48. こわれた結納・もう結婚やめちゃうの?
49. お父さんは泣かない・いよいよ結婚式
50. お父さん死なないで!撃たれて意識不明

#### 放送局（関西テレビ版）
| 放送期間                                                                | 放送時間                                           | 放送局     | 対象地域   | 備考   |
| ----------------------------------------------------------------------- | -------------------------------------------------- | ---------- | ---------- | ------ |
| 1988年4月22日 - 1989年4月14日                                           | 金曜 19:00 - 19:30                                 | 関西テレビ | 近畿広域圏 | 制作局 |
| 1988年4月23日 - 12月24日 1989年1月14日 - 3月25日 1989年4月2日 - 4月16日 | 土曜 6:00 - 6:30 土曜 6:10 - 6:40 日曜 6:00 - 6:30 | フジテレビ | 関東広域圏 |        |

| 放送期間                                                                   | 放送時間                                           | 放送局     | 対象地域   | 備考   |
| -------------------------------------------------------------------------- | -------------------------------------------------- | ---------- | ---------- | ------ |
| 1989年4月21日 - 1990年3月30日                                              | 金曜 19:00 - 19:30                                 | 関西テレビ | 近畿広域圏 | 制作局 |
| 1989年4月23日 - 9月24日 1989年10月1日 - 12月 1989年12月31日 - 1990年4月8日 | 日曜 6:00 - 6:30 日曜 5:45 - 6:15 日曜 6:00 - 6:30 | フジテレビ | 関東広域圏 |        |